# Puccinia gigantispora
Puccinia gigantispora är en svampart som beskrevs av Bubák 1901. Puccinia gigantispora ingår i släktet Puccinia och familjen Pucciniaceae.   Inga underarter finns listade i Catalogue of Life.